# General Grant National Memorial

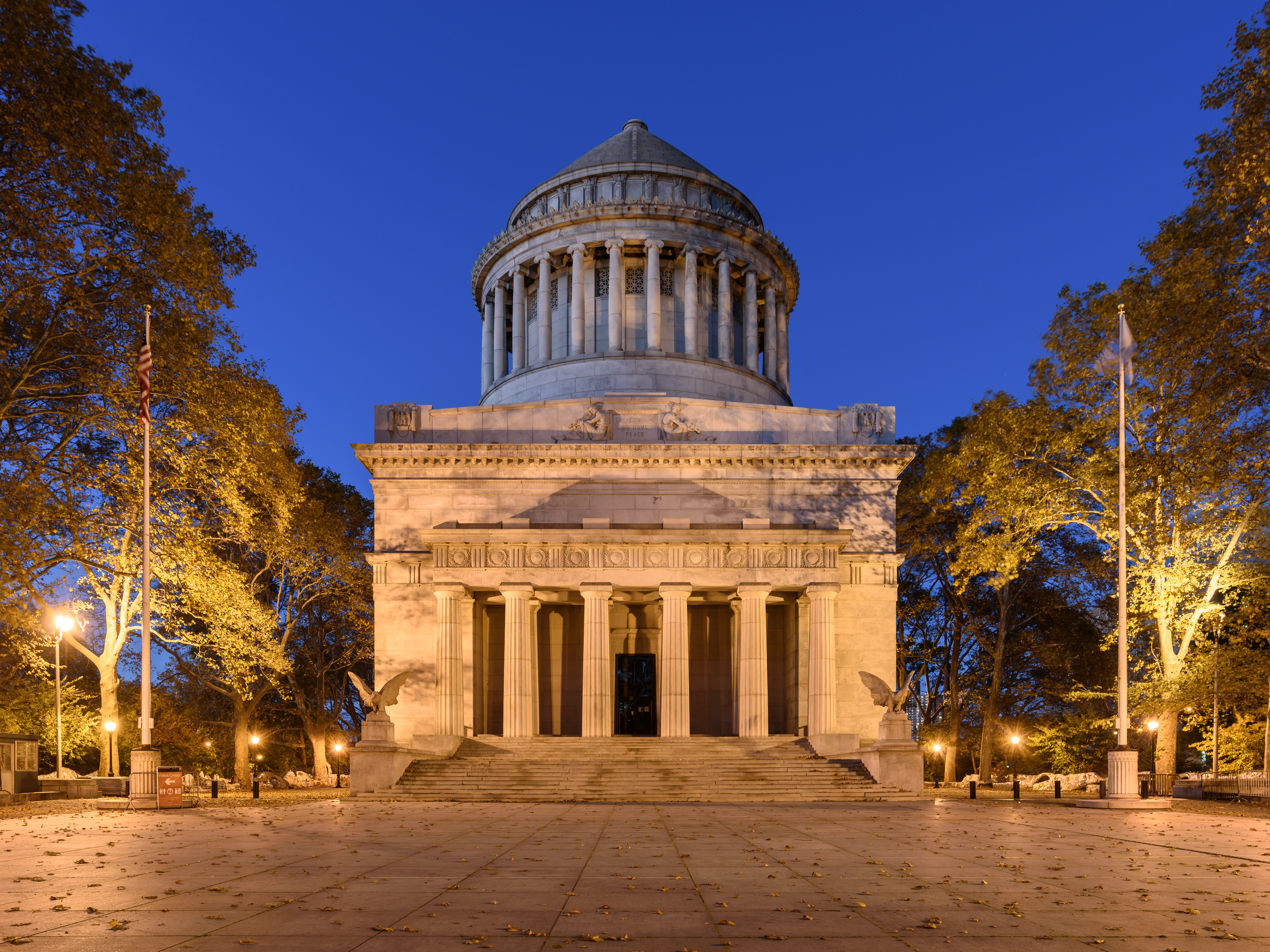
Grants Grab 2016

Das General Grant National Memorial (offizielle Bezeichnung des National Park Service, auch als Grants Grab bezeichnet) ist ein Mausoleum, in dem sich die sterblichen Überreste von Ulysses S. Grant (1822–1885), Sezessionskriegs-General und 18. Präsident der Vereinigten Staaten, und seiner Frau Julia Grant (1826–1902) befinden. Die Grabanlage ist ein Presidential Memorial in Morningside Heights, einem Stadtviertel von Manhattan in New York City. Die Anlage befindet sich in exponierter Lage im Riverside Park mit Blick auf den Hudson River.

## Konstruktion

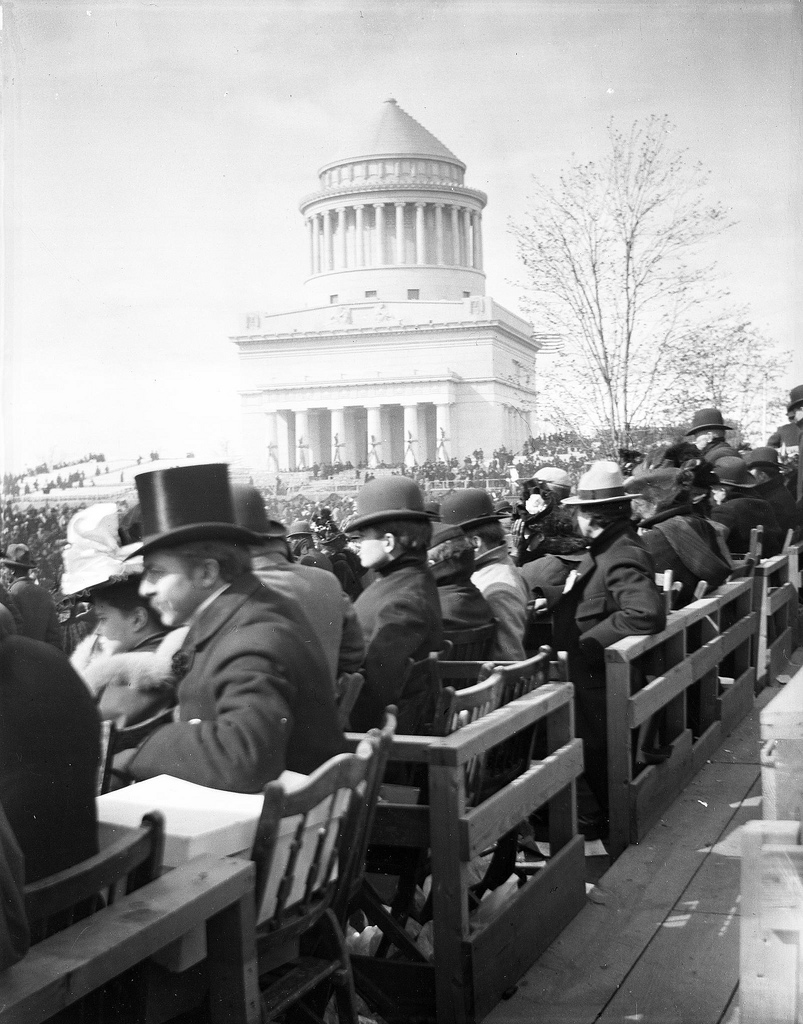
Grants Grab am Eröffnungstag, 27. April 1897

Das Gebäude aus Granit und Marmor wurde von John H. Duncan entworfen und 1897 fertiggestellt. Laut dem National Park Service ist es das größte Mausoleum in Nordamerika. Duncan orientierte sich bei seinem Entwurf am Mausoleum von Halikarnassos, einem der sieben Weltwunder. Mehr als eine Million Menschen nahmen im Jahr 1885 an Grants Trauerzug teil. Dieser war elf Kilometer lang. Generäle der Konföderierten und der Unionstruppen fuhren gemeinsam in offenen Kutschen. Auch Präsident Grover Cleveland, sein Kabinett, alle Richter des Supreme Court und praktisch der gesamte Kongress nahmen teil. Die Parade zur Einweihungszeremonie der Grabstelle am 27. April 1897, dem 75. Geburtstag von Grant, war fast so groß und wurde von Präsident William McKinley angeführt. New York City wurde als Standort für die Grabstelle ausgewählt, damit Grants Witwe sie regelmäßig besuchen konnte. Außerdem war Grant den New Yorkern für die Zuneigung dankbar, die sie ihm in seinen letzten Jahren zukommen ließen.

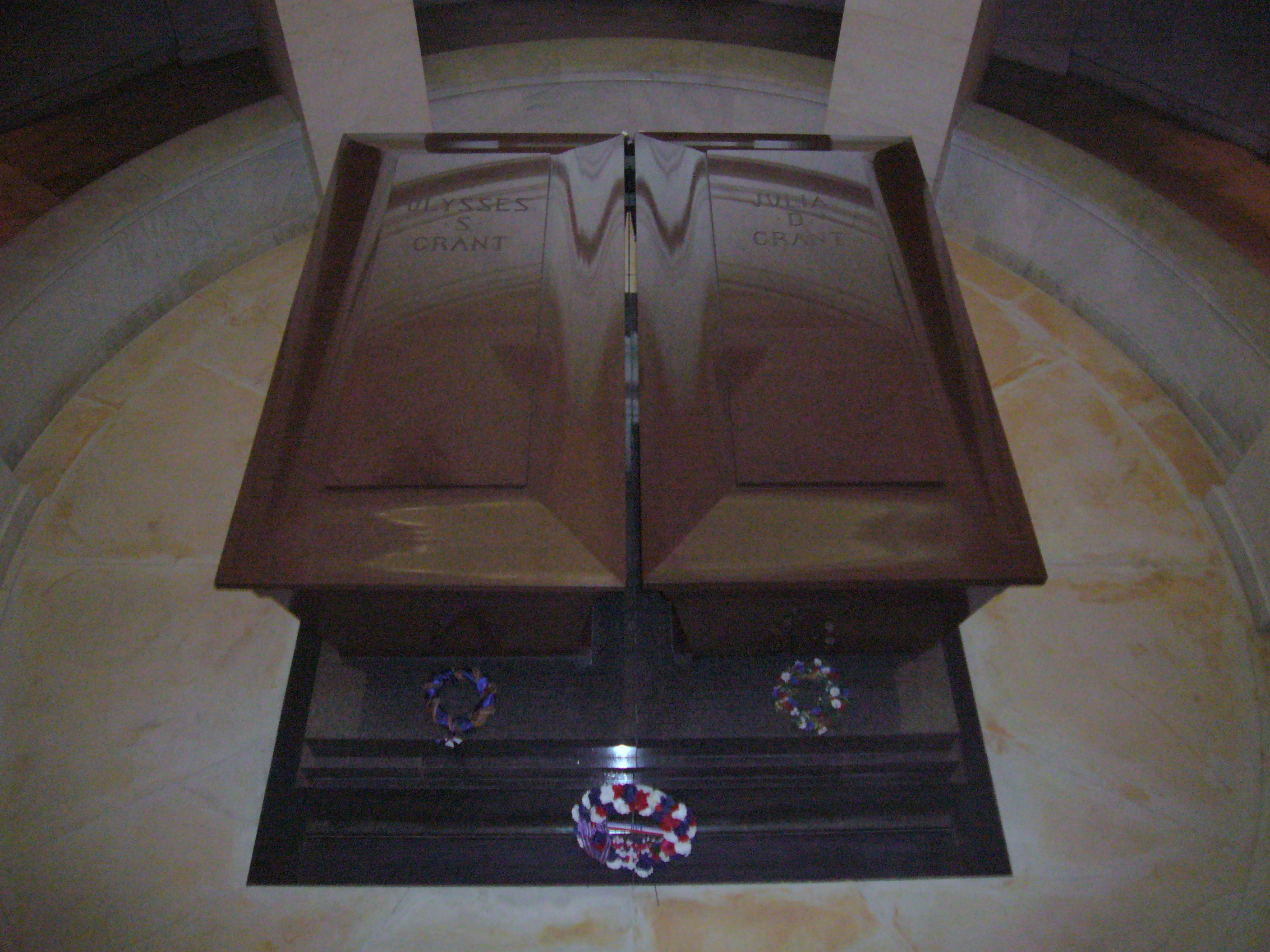
Die Grabstellen von Ulysses und Julia Grant.

Duncans überaus ambitionierter Originalentwurf, der von der Grant Monument Association ausgewählt wurde, enthielt monumentale Treppen, die durch Terrassengärten zum Ufer des Hudson führten. Dieser Plan wurde reduziert und das Denkmal selbst wurde verkleinert. Die Gedenkstätte ist 46 m (150 feet) hoch und aus grauem Granit. Die Baukosten beliefen sich auf $600,000 und wurden von Bürgern aufgebracht.
Massive Bronze-Türen führen in das Innere aus weißem Marmor, von deren Mitte aus man in das Untergeschoss blicken kann, das aus einer offenen Krypta besteht. Dort befinden sich die Särge von Ulysses und Julia Grant, bewacht von den Büsten der Bürgerkriegsgeneräle William T. Sherman, George H. Thomas, James B. McPherson, Philip H. Sheridan und E.O.C. Ord. In der Kuppel darüber befinden sich Gedenk-Mosaikbilder und Skulpturen, darunter Victory und Peace von John Massey Rhind, sowie ein großer zentraler Opaion, durch den Tageslicht auf die Särge im Untergeschoss fällt. Die Konzeption hat Ähnlichkeiten mit dem Grab von Napoleon Bonaparte im Invalidendom in Paris. Über dem Eingang ist ein Zitat aus dem Brief, in dem Grant im Jahr 1868 seine Nominierung zum Präsidentschaftskandidaten der Republikaner annahm, eingraviert: „Let us have peace.“
Die Verwaltung des National Memorials durch den National Park Service wurde am 14. August 1958 genehmigt. Am 15. Oktober 1966 wurde die Gedenkstätte, wie alle vom NPS verwalteten historische Areale, in das National Register of Historic Places aufgenommen.

## Parkanlage
Am 7. Mai 1897 pflanzte der chinesische Staatsmann Li Hongzhang im Schatten des fertiggestellten Mausoleums einen 7-Fuß-Ginkgo-Biloba-Baum an der ehemaligen Stelle des provisorischen Grabes. Der Ginkgo-Baum ist ein Beispiel für die internationale Anerkennung Grants. Ursprünglich hatte das Grab in New York City nur wenige Bäume um sich herum. Ab den 1930er Jahren wurden weitere Bäume gepflanzt, die zu hohen, starken Wächtern herangewachsen sind. Sie scheinen das Grab von Grant zu schützen, der sich auf die tiefen Wurzeln seines eigenen Charakters und Glaubens stützte und seiner Nation durch einen ihrer schlimmsten Stürme verhalf.

## Verfall und Wiederaufbau
Trotz des Schutzes durch den National Park Service verfiel die Grabstätte im späten 20. Jahrhundert.  Genau wie die Züge der New York City Subway wurde sie mit Graffiti verschandelt. Das verschandelte Grab war vielen ein Dorn im Auge, es hatte aber einen niedrigen Platz in der Prioritätenliste für Restauration.  Die Voraussetzungen änderten sich im Jahr 1989, als das Interesse am Bürgerkrieg und seinen Generälen durch den Spielfilm Glory stark anstieg. Im Jahr 1990 wurde die Fernsehdokumentation Der Amerikanische Bürgerkrieg von Ken Burns auf PBS ausgestrahlt. Die Sendung erreichte eine große Zuschauerschaft und erhielt kritische Anerkennung. Sie entzündete das nationale Interesse an dieser Periode der amerikanischen Geschichte. Damit wurde das Nachspielen von Schlachten aus dem Sezessionskrieg landesweit populär und die ehemaligen Schlachtfelder wurden zu wichtigen Tourismuszielen.
Als mehr Menschen nach Grants Grab suchten und es besuchten, wurde der schlechte Zustand bekannt. Anfang der 1990er Jahre wurde ein Schreiben von Frank Scaturro, einem Studenten der Columbia University, in den Nachrichten veröffentlicht. In diesem Schreiben bemängelte er den schlechten Zustand des Grabes und erhielt landesweites Interesse. Scaturro hatte in Schreiben an die Leitung des National Park Service die Restaurierung der Grabstätte gefordert, war aber immer wieder abgewiesen und ignoriert worden. So wandte er sich direkt an die Öffentlichkeit. Mitte der 1990er erlebte New York ein erfolgreiches Comeback; Times Square, Central Park und die U-Bahn wurden saniert. Die New Yorker mussten überrascht feststellen, dass ein nationaler Schrein – und eines der historischen Touristenziele der Stadt – weitgehend in Vergessenheit geraten war, während andere Einrichtungen quer durch die Stadt saniert wurden.

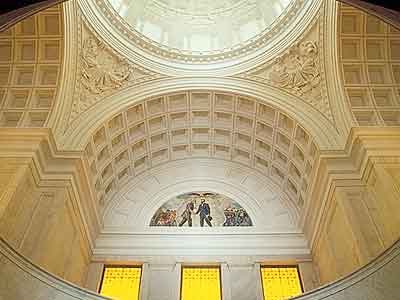
Der Blick aus der Krypta zeigt die Decke, die Rotunde und ein Wandgemälde von Ulysses S. Grant und Robert E. Lee nach der Restaurierung

Die Vorwürfe von Scaturro führten dazu, dass die Nachkommen Grants und der Staat Illinois damit drohten, die Überreste des ehemaligen Präsidenten und seiner First Lady zu exhumieren und in Illinois wieder zu begraben.  Der National Park Service war gezwungen, 1,8 Millionen US-Dollar in die Wiederherstellung, den Unterhalt und die Verbesserung der Sicherheits- und Überwachungseinrichtungen zu investieren. Nachdem die Arbeiten abgeschlossen waren, wurde zur Hundertjahrfeier der Einweihung am 27. April 1997 eine Wiedereröffnung gefeiert.
Die New York City Navy ROTC Einheit nutzt nun die große Fläche vor dem Grab im Mai für Aufnahmezeremonien der neuen Fähnriche (Marine) und Leutnants (Marine Corps).
Die Grant Monument Association plant den Bau eines neuen Besucherzentrums hinter dem Grab. Dieses soll auch öffentliche Toiletten enthalten, die in der Grabstätte auf ausdrücklichen Wunsch von Mrs. Grant verboten sind. Der bestehende benachbarte Aussichtspavillon, der einen Blick über den Hudson River bietet, wird restauriert.

## Öffentliches Kunstprojekt
Im Jahr 1972, zur Feier des hundertsten Jahrestages der Gründung des Yellowstone National Park, wurde ein Kunstwerk aus 17 Betonbänken, die mit farbigen Mosaiken versehen waren, rund um die Grabstelle aufgestellt. Das Kunstwerk The Rolling Bench wurde vom Künstler Pedro Silva und dem Architekten Phillip Danzig entworfen und über den Zeitraum von drei Jahren mit der Hilfe von Hunderten von Kindern aus dem Stadtviertel gebaut. Das Projekt wurde von CITYarts, einer gemeinnützigen Gesellschaft, gefördert. CITYarts wurde 1968 gegründet, um öffentliche Kunst zu fördern, indem man Kinder und Künstler zusammenbringt. Das Kunstwerk wurde im Sommer 2008 unter Aufsicht von Silva restauriert.